# Пелистер
 Тази статия е за върха в Баба планина.  За предградието на Атина вижте Перистери.  За вестника, издаван в Битоля, вижте Пелистер (1943).
Пелистер (понякога Перистер, на гръцки: Περιστέρι – Перистери) е името на най-високия връх на Баба планина. Върхът е висок 2601 метра.
Често името на върха се използва и като име за самата Баба планина. На името на върха е наименуван и най-старият национален парк в Северна Македония, който обхваща върха Пелистер и се простира по склоновете на планината. Иван Вазов посвещава на върха стихотворението „На Пелистер“ в стихосбирката си „Песни за Македония“.

## Потекло на името Пелистер
Името има най-вероятно гръцка етимология – περιστέρι означава гълъб. Сред народа има и легенда, че името Пелистер идва от „пет лися (листа)“.

## География
Националният парк „Пелистер“ се намира в югозападния дял на Северна Македония и обхваща 12500 хектара. Провъзгласен е през 1948 година като първо защитено природно място в Северна Македония. Характеризира се с голям брой върхове и възвишения, по-високи от 2000 метра, които помежду си са раздвоени от дълбоки долини. Най-висок връх е Пелистер (2601 m). От релефните забележителности на Пелистер най-впечатляващи са т.нар. каменни реки.

## Хидрография
От хидрографските обекти особено привлекателни са двете глациални езера Пелистерски очи – Голямото и Малкото езеро на Пелистер, също познати като „Горски очи“.

## Флора и фауна
Растителният свят на Пелистер е разнообразен, оттук и неговото специфично ботаническо значение. Растат 88 дървесни вида, което представлява 29% от общата дендрофлора на Северна Македония. В екосистемата на НП Пелистер се срещат 21 растителни съобщества, от които 8 са горски, а 13 тревни. От горските дървесни видове най-застрашена е бялата мура, известна в Северна Македония като молика - автохтонен вид на петоигличест бор с терциерна старост, който расте само в няколко планини на Балканския полуостров. Височинният диапазон на разпространението на бялата мура в Пелистер е от 600 до над 2200 метра.
НП Пелистер представлява класическо обиталище за повече от 20 растителни видове, от които 2 са локални ендемити. Срещат се още 10 видове земноводни, 15 влечуги, 91 вида птици и 35 видови бозайници. От рибите най-съществено е да се изтъкне присъствието на пелистерската ендемична поточна пъстърва (Salmo trutta peristericus) и пелагонската поточна пъстърва (Salmo trutta pelagonicus).

## Други
На Пелистер е наречена улица в квартал „Бъкстон“ в София (Карта).

## Галерия
- Баба планина.
- Връх Пелистер.